# Catedral de Hèlsinki
La Catedral luterana de Hèlsinki (en finès Helsingin tuomiokirkko, en suec Helsingfors domkyrka) és una catedral de culte evangèlic localitzada en el centre de la ciutat de Hèlsinki, Finlàndia. L'església va ser construïda com a homenatge al Gran Duc Nicolau I, tsar de Rússia; fins a la independència de Finlàndia l'any 1917, s'anomenava "Església de San Nicolau". No s'ha de confondre amb la Catedral ortodoxa Uspenski, situada molt a prop.

## Història
L'edifici és un dels distintius del paisatge de Hèlsinki. L'església que s'erigeix amb la seva alta cúpula verda rodejada de quatre cúpules més petites, va ser construïda en estil neoclàssic entre 1830 i 1852. L'autor va ser l'arquitecte Carl Engel, amb la finalitat de completar el conjunt urbanístic de la Plaça del Senat que ell mateix Engel havia traçat i a la qual havia rodejat de diversos edificis de la seva autoria. L'edifici posseeix una planta en forma de creu grega (espai central rodejat per quatre braços d'igual longitud) i és simètrica en les quatre direccions, cada una d'elles amb la seva columnata i frontó d'estil classicista.
Engel va tenir la intenció d'ubicar una fila de columnes addicionals en el front Oest per a remarcar d'aquesta forma l'accés principal del temple, però tals plans mai es van concretar. L'edifici va ser posteriorment modificat per Ernst Lohrmann, qui va agregar quatre petits doms que emfatitzen la similitud amb la Catedral de Sant Isaac de San Petersburg, la qual va servir de model per a la de Hèlsinki. Lohrmann també va construir dos campanars independents i va col·locar les estàtues de zinc dels Dotze Apòstols en els vèrtexs i cantonades del terrat.

## Descripció
L'interior és molt sobri, predominant en ell la nuesa decorativa, només trencada per estàtues dels reformadors Martí Luter i Philipp Melanchthon, el púlpit daurat i l'orgue; en l'absis, de forma semicircular amb columnes d'ordre jònic, presideix l'altar una pintura representant La deposició de Crist en el sepulcre.
Avui en dia la catedral és una de las atraccions turístiques més famoses de Hèlsinki. Anualment més de 350.000 persones visiten l'església, alguns per atendre serveis religiosos però la majoria com a turistes. L'església s'empra per a serveis religiosos regulars, misses i també bodes. La cripta va ser renovada en la dècada de 1980 pels arquitectes Vilhelm Helander i Juha Leiviskä per a usar-la com espai per a exhibicions i esdeveniments de l'església.
La catedral és usada moltes vegades com a símbol de la ciutat de Hèlsinki. D'un mode similar, el Castell simbolitza la ciutat de Turku, el Pont Tammerkoski representa a Tampere i el Jätkänkynttilä representa a Rovaniemi. Abans que es construís la catedral, una església més petita anomenada Església d'Ulrika Eleanora, ocupava el seu lloc.

## Galeria d'imatges

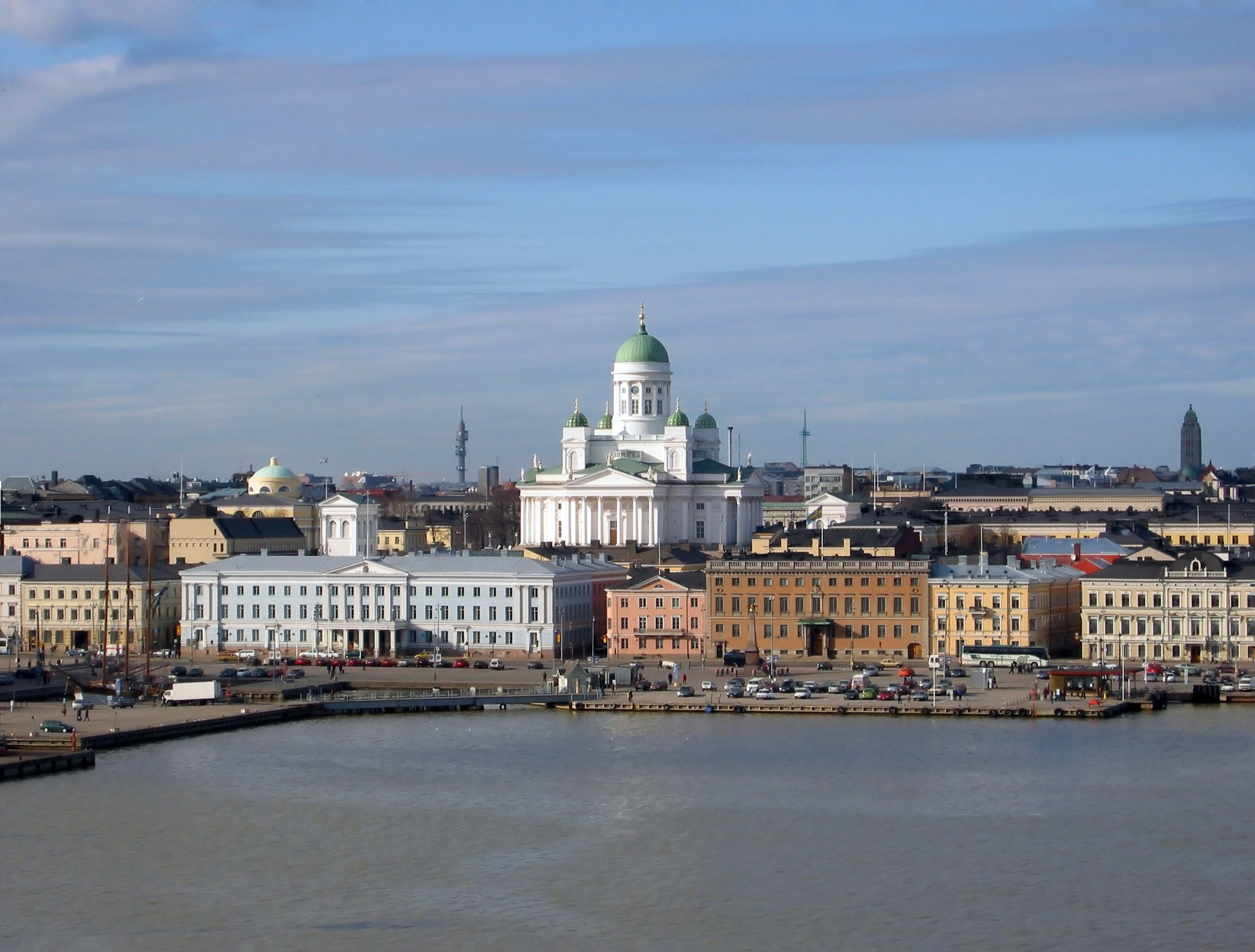
Vista de la catedral amb la plaça del mercat en primer pla.
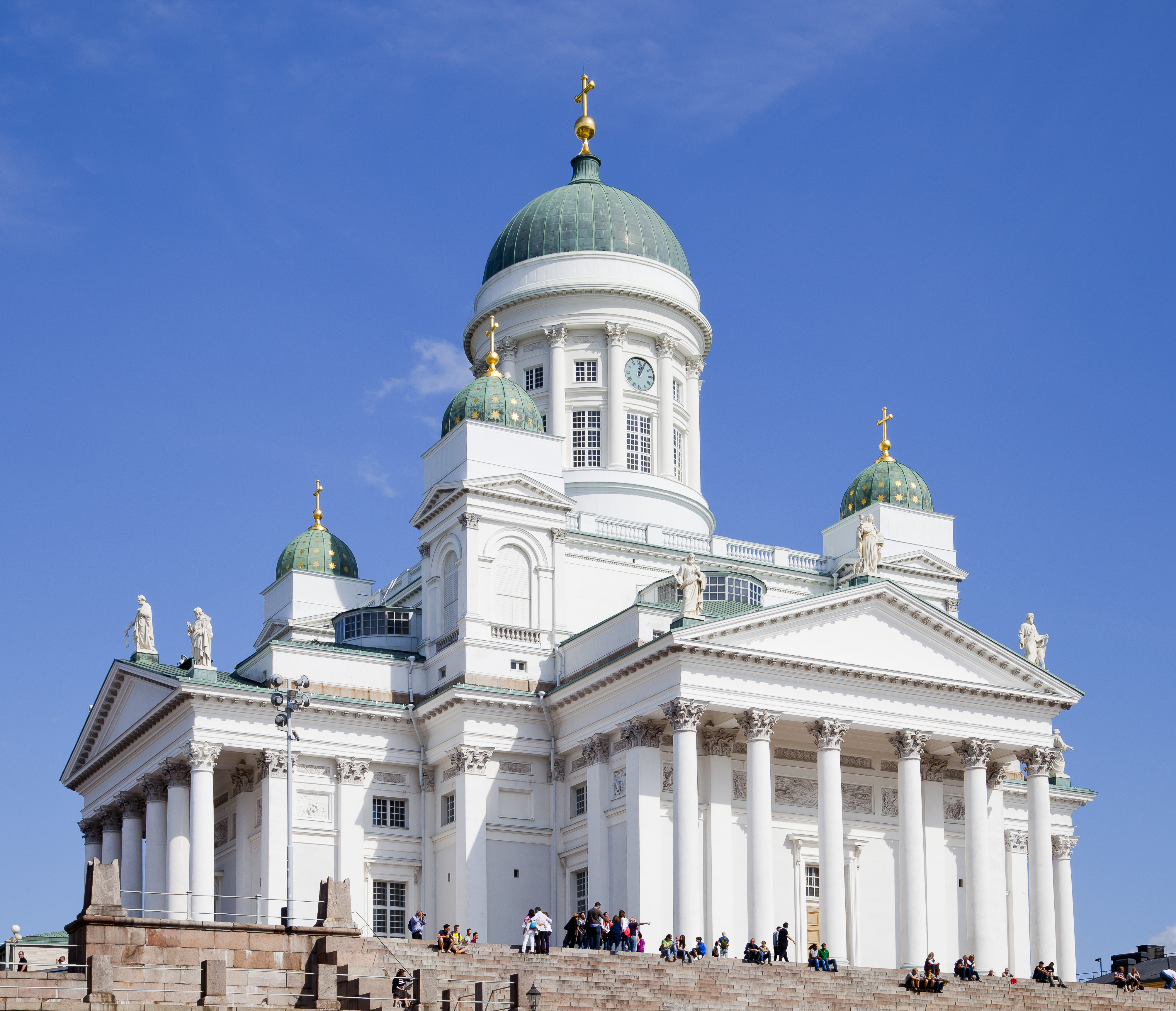
Vista obliqua.
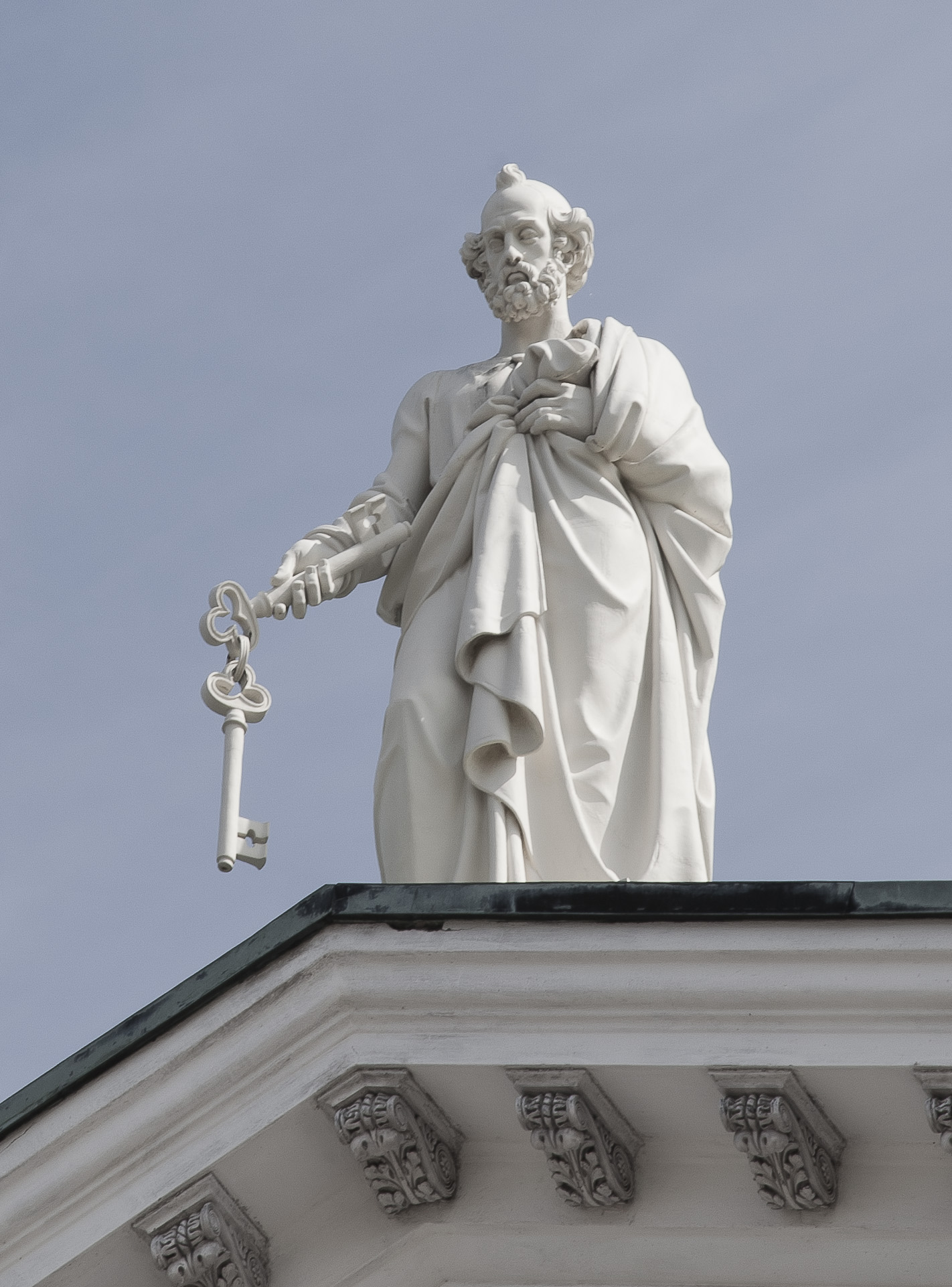
Detall d'una de les estàtues dels apòstols.
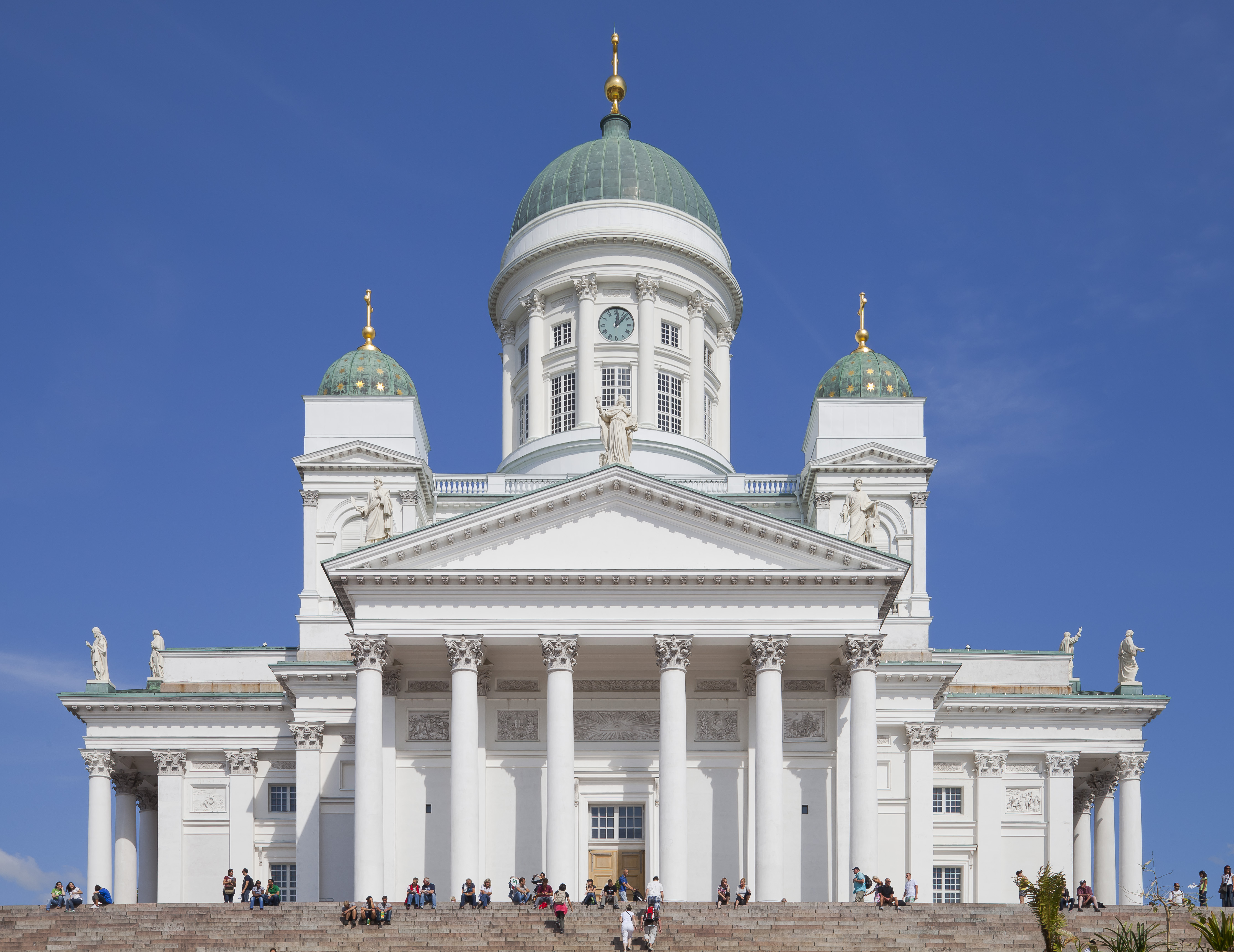
Vista frontal.
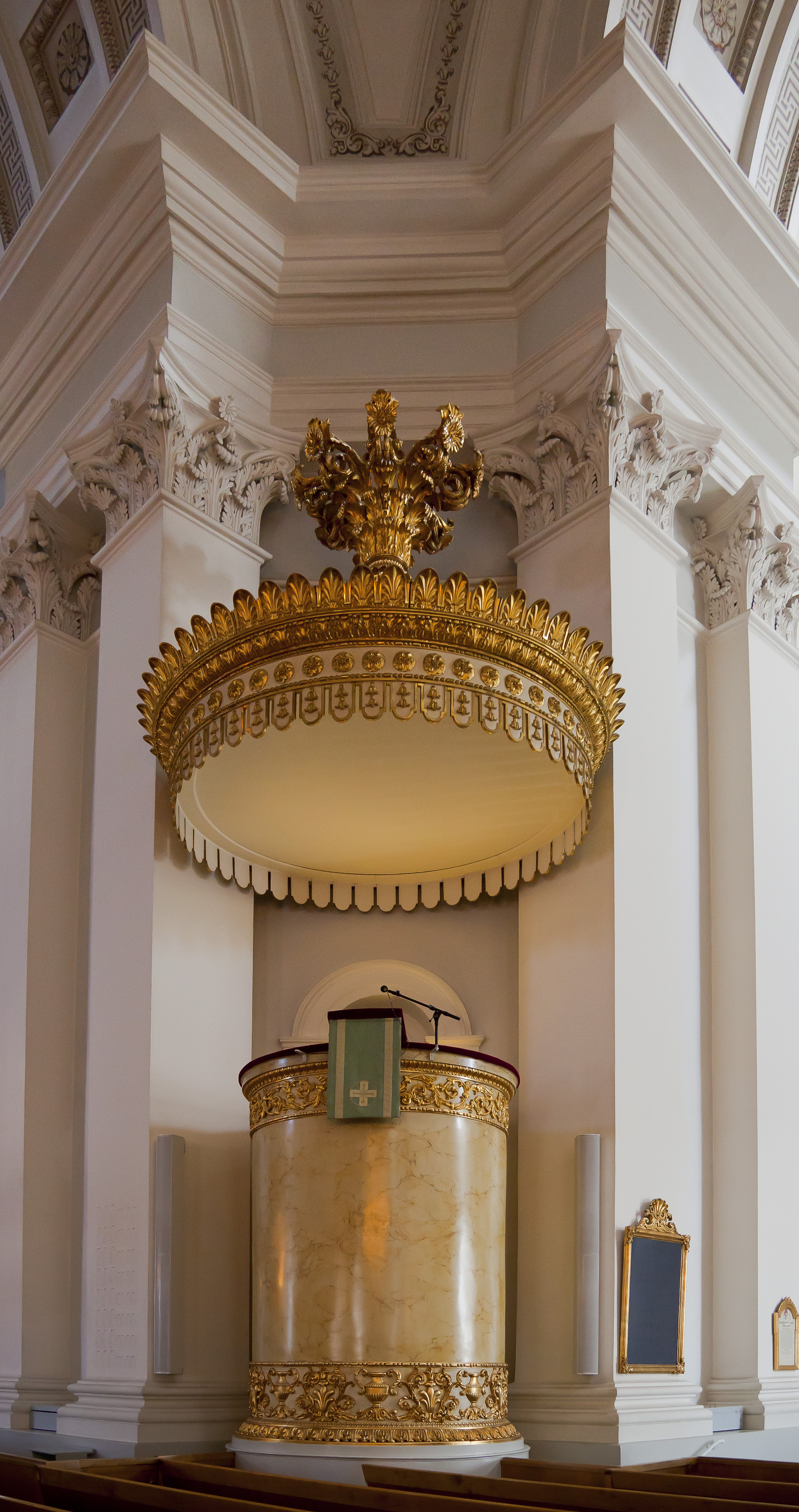
Púlpit.
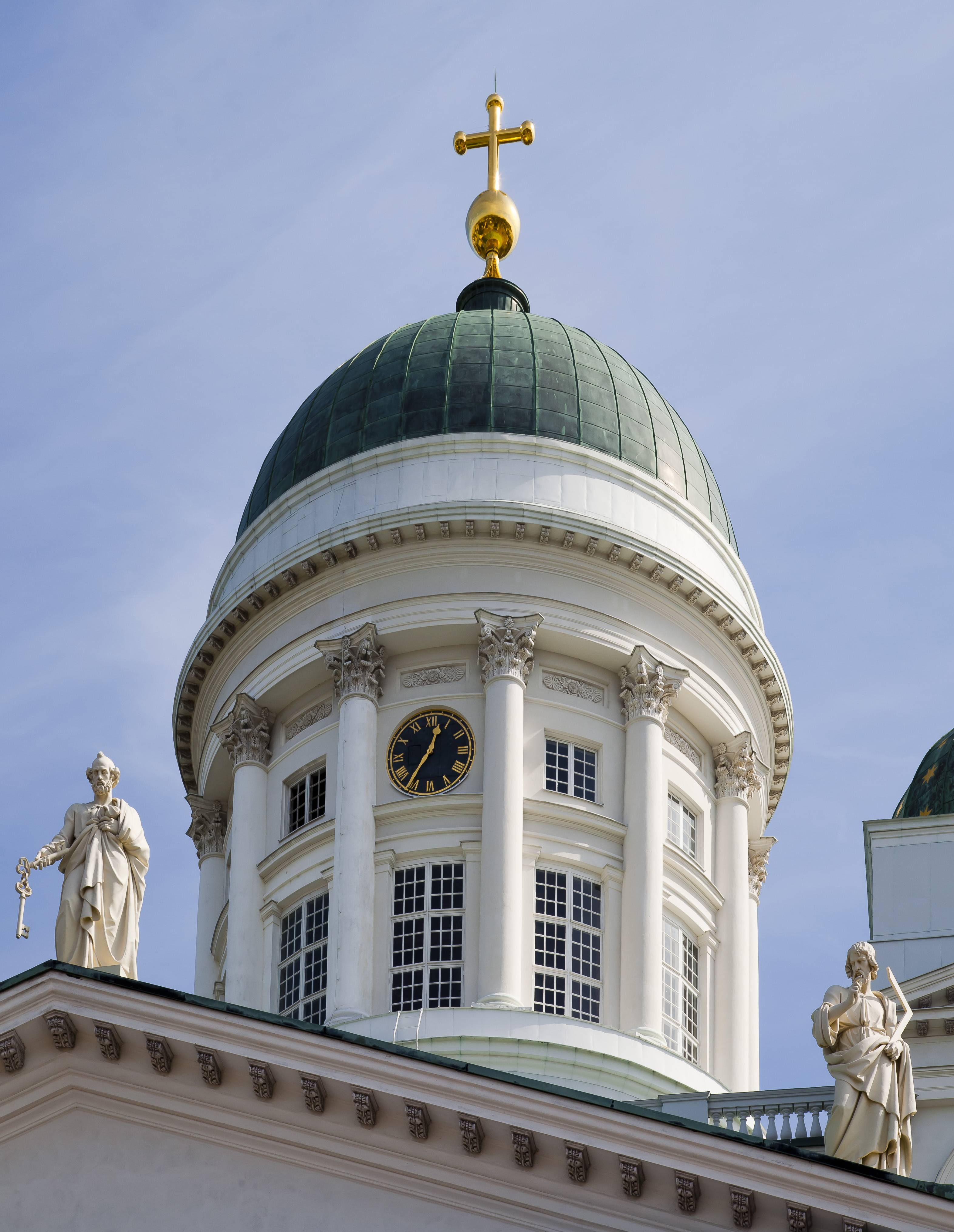
Llanterna de la catedral.
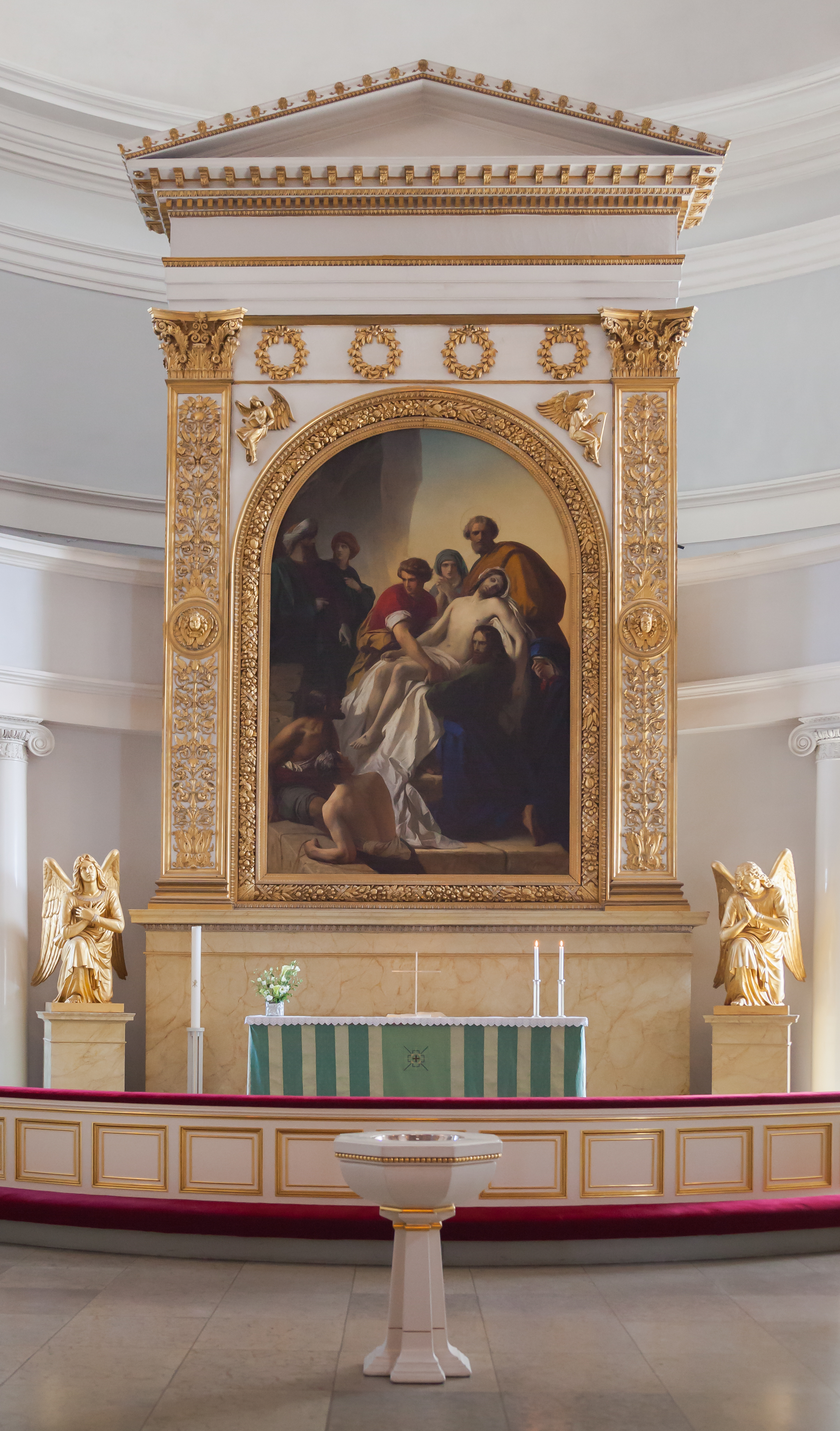
Imatge de l'interior.
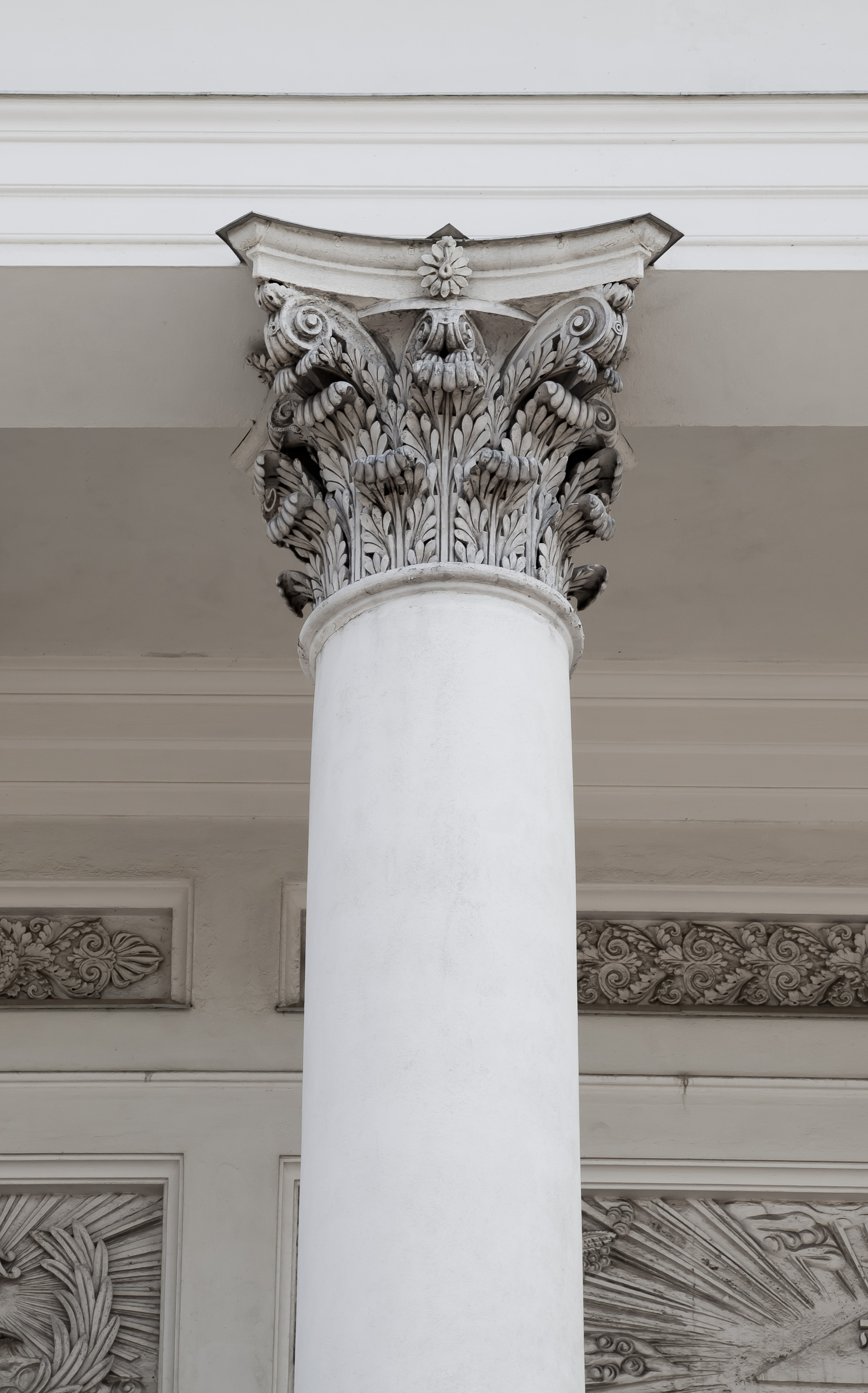
Detall del capitell.
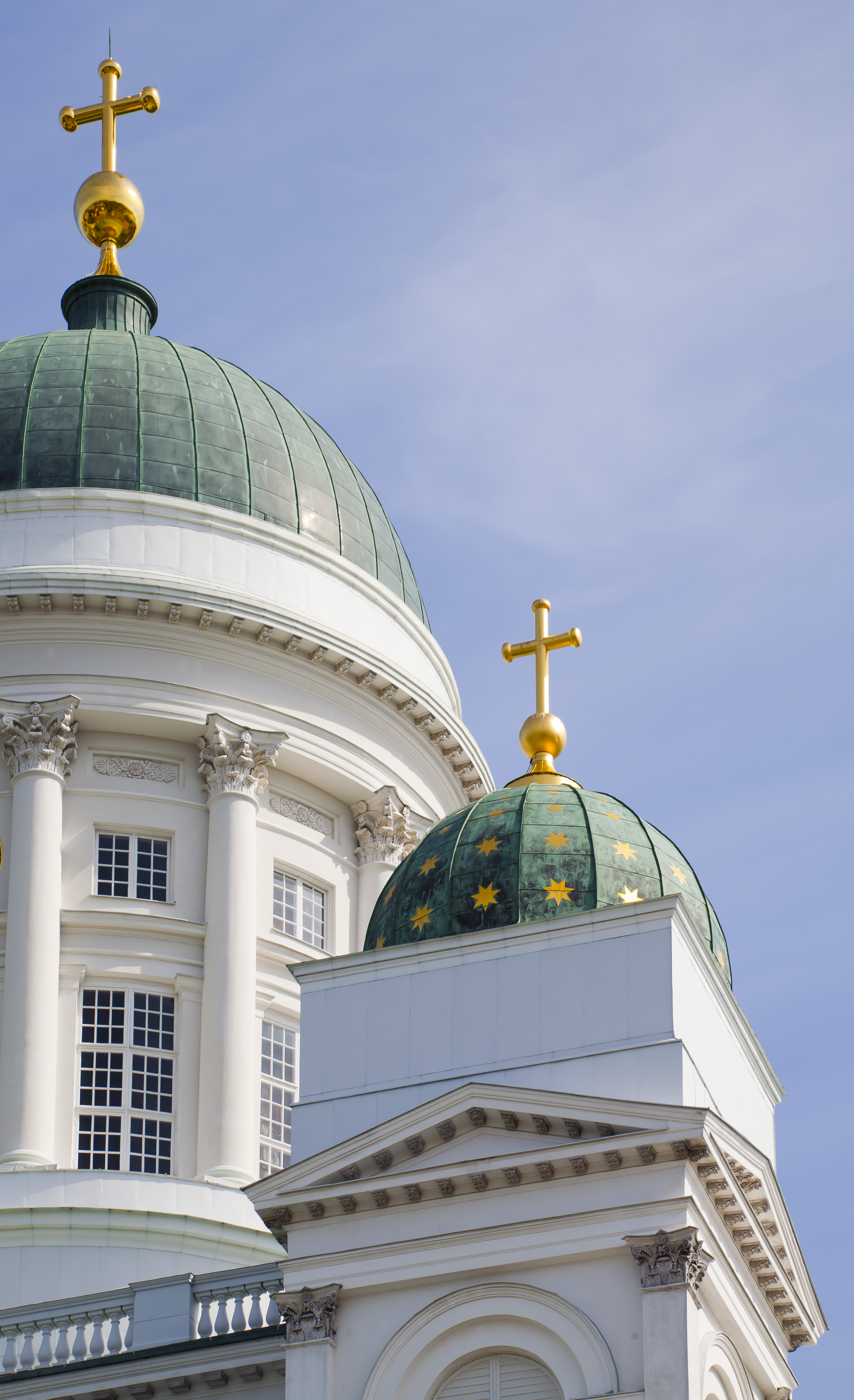
Cúpules.
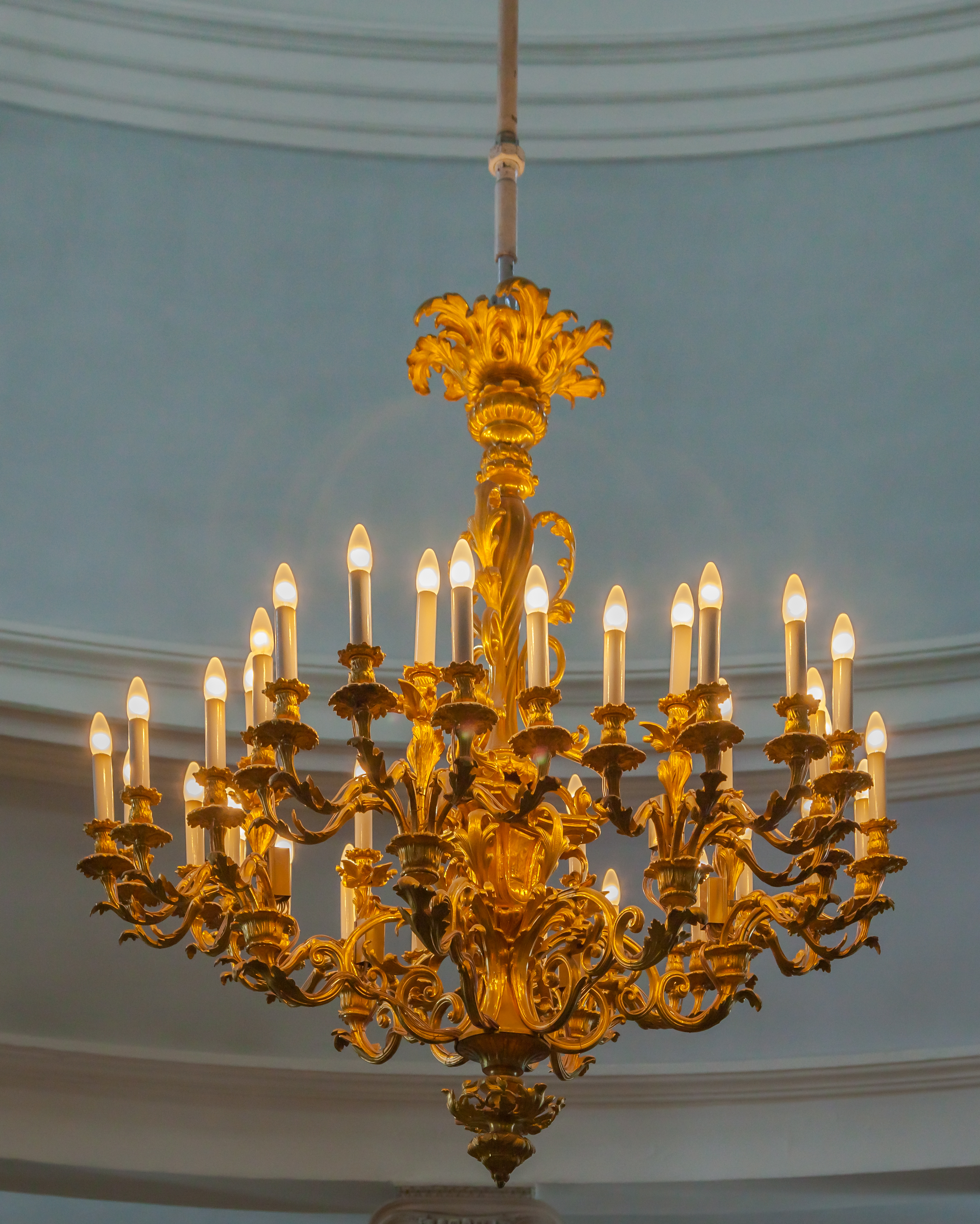
Làmpada.